# Eudorylas gomesi
Eudorylas gomesi är en tvåvingeart som först beskrevs av Hardy 1954.  Eudorylas gomesi ingår i släktet Eudorylas och familjen ögonflugor. Inga underarter finns listade i Catalogue of Life.